# 橿原奠都の詔
橿原奠都の詔（かしはらてんとのみことのり）は、神武天皇が発布した日本建国の詔である。

## 概要
橿原奠都の詔は神武天皇が日本を建国する際に大和国の橿原宮で発した詔である。詔の名の由来は詔を発した場所である橿原宮。第2次世界大戦で掲げられた国家スローガンの八紘一宇はこの詔の「八紘をおほひて、宇とせん」に由来する。主要部の現代語訳は「四方の国を統合して都を開き天下を覆って我が家とすることははなはだよいことではないか」である。